# Up (卡蒂·B歌曲)
〈Up〉是美国饶舌歌手卡迪·B的单曲，由大西洋唱片于2021年2月5日作为其即将发行的第二张录音室专辑的第二首单曲发行。